# Schistura rupecula
Schistura rupecula är en fiskart som beskrevs av Mcclelland, 1838. Schistura rupecula ingår i släktet Schistura och familjen grönlingsfiskar. IUCN kategoriserar arten globalt som livskraftig. Inga underarter finns listade i Catalogue of Life.